# Albert Sánchez Saura
Albert Sánchez Saura (Esplugues de Llobregat, Barcelona, Cataluña, España, 1 de abril de 1987), más conocido como Albert Sánchez, es un entrenador de fútbol español. Desde julio de 2025 dirige a la Union Sportive du Littoral de Dunkerque de la Ligue 2 de Francia.

## Trayectoria
Comenzó su trayectoria en el fútbol como jugador de Sant Ildefons y Fútbol Club Levante Badalona en las ligas regionales, antes de retirarse a los 24 años para seguir una carrera como entrenador.
Tras finalizar sus estudios en Ciencias de la Actividad Física y el Deporte, Sánchez inició su carrera como entrenador como entrenador del equipo femenino de su último club, el Fútbol Club Levante Badalona, con el que logró el ascenso a la Primera División en su primera temporada, y llevó al club a un undécimo puesto en la segunda temporada.
En 2013, ingresa en las categorías inferiores del RCD Espanyol, siendo asistente de los equipos cadete y juvenil, siendo también coordinador de Metodología durante la temporada 2016-17, cargo que también compaginó en el Santboià entre 2015 y 2017. 
Tras dejar el Espanyol en 2017, se incorporó a la Peña Deportiva como Director de Metodología y preparador físico de la plantilla principal.
En julio de 2019, después de un período en el club chino Beijing Enterprises Group, Sánchez se convirtió en entrenador asistente de Pablo Franco Martín en el Qadsia Sporting Club en Kuwait. 
En 2020, firmó por el Al-Fateh Sports Club de la Liga Profesional Saudí para hacerse cargo de su equipo sub-20.
En julio de 2021, Sánchez fue anunciado como asistente de Óscar López en Fútbol Club Barcelona Juvenil "A". 
El 16 de julio de 2022, firmó como entrenador asistente de Rafael Márquez en el Fútbol Club Barcelona Atlètic.
El 25 de julio de 2024, Sánchez fue nombrado entrenador del Fútbol Club Barcelona Atlètic tras la salida de Márquez del club. El 25 de febrero de 2025, fue destituido de su cargo tras una serie de malos resultados, pero se reincorporó a la estructura técnica del club.
El 30 de julio de 2025, Sánchez fue nombrado entrenador de la Union Sportive du Littoral de Dunkerque de la Ligue 2 francesa.

## Trayectoria como entrenador
| Club                                              | País           | Año       |
| ------------------------------------------------- | -------------- | --------- |
| Fútbol Club Levante Badalona Femenino             | España         | 2011-2013 |
| RCD Espanyol Fútbol Base                          | España         | 2013-2017 |
| Qadsia Sporting Club (2º entrenador)              | Kuwait         | 2019-2020 |
| Al-Fateh Sports Club Sub-20                       | Arabia Saudita | 2020-2021 |
| Fútbol Club Barcelona Juvenil "A" (2º entrenador) | España         | 2021-2022 |
| Fútbol Club Barcelona Atlètic (2º entrenador)     | España         | 2022-2024 |
| Fútbol Club Barcelona Atlètic                     | España         | 2024-2025 |
| Union Sportive du Littoral de Dunkerque           | Francia        | 2025-Act. |